# Which Witch
Which Witch est une comédie musicale créée par les chanteuses-compositrices norvégiennes Benedicte Adrian et Ingrid Bjørnov, membres du groupe Dollie Deluxe.
La trame de la comédie musicale provient du traité dominicain allemand Malleus Maleficarum, qui traite de la nature de la sorcellerie et de la chasse aux sorcières. Le script a été écrit par l'agent artistique de Benedicte Adrian et Ingrid Bjørnov, Ole A. Sørli. Les textes de la première version ont été écrits par Helen Hampton et Roger Avenstrup, en collaboration avec Adrian, Bjørnov et Sørli[réf. nécessaire].
La comédie fut présentée au Grieghallen de Bergen (Norvège) le 27 mai 1987 avec Benedicte Adrian dans le premier rôle et Ingrid Bjørnov comme directrice musicale. La comédie musicale fut constamment modifiée et améliorée pendant les 8 années suivantes, pendant lesquelles plusieurs tournées nationales et internationales furent organisées[réf. nécessaire].
L'"Operamusical" Which Witch s'installa au Piccadilly Theatre de Londres le 22 octobre 1992 pour 76 représentations. À cette occasion, les critiques furent plutôt négatives. La version londonienne fut suivie par une tournée plus réussie en Norvège. Finalement, Which Witch fut jouée, depuis 1987, 142 fois dans neuf pays (Norvège, Canada, États-Unis, Pays-Bas, Royaume-Uni, Espagne, Finlande, Suède et Danemark).